# Milford H. Wolpoff
Milford Howell Wolpoff (* 1942 in Chicago) ist ein US-amerikanischer Paläoanthropologe. Er wurde international bekannt durch eine spezielle Interpretation der Stammesgeschichte des Menschen.

## Forschungsthemen
Milford  Wolpoff schloss sein Studium der Anthropologie und der Mathematik an der University of Illinois at Urbana-Champaign zunächst mit dem Bachelor-Grad (1964) und danach – mit den Nebenfächern Zoologie und Archäologie – mit dem Doktor-Grad (1969) ab; für seine Dissertation befasste er sich mit dem Thema „Metric Trends in Hominid Dental Evolution“. Seit 1977 ist Wolpoff Professor für Anthropologie an der University of Michigan. Einer seiner ersten Doktoranden war Tim White.
In den 1970er-Jahren begann Wolpoff, die in amerikanischen, afrikanischen und europäischen Museen verwahrten Hominiden-Fossilien – speziell aus dem Übergang vom Mittelpleistozän zum Jungpleistozän – zu sichten, seit 1979 auch am Institut für Wirbeltierpaläontologie und Paläoanthropologie der Chinesischen Akademie der Wissenschaften in Peking. Hieraus erwuchs eine enge Zusammenarbeit mit chinesischen Forschern sowie eine Ablehnung der Theorie des Punktualismus und eine Anlehnung an die Theorie des Gradualismus in der Evolution der Hominini. Bereits zuvor hatte er gemeinsam mit dem US-amerikanischen Anthropologen Charles Loring Brace die von ihnen so genannte Single Species Hypothesis formuliert, der zufolge alle homininen Werkzeughersteller der Gattung Homo zuzuordnen seien und dass zu jeder Zeit nur eine einzige Art der Gattung existiert habe, da sie andernfalls um die gleichen Ressourcen konkurriert hätten („competitive exclusion“); diese Hypothese wurde durch zahlreiche zusätzliche Fossilienfunde widerlegt.
Abweichend von der Mehrheitsmeinung der internationalen Paläoanthropologen-Gemeinschaft, die aufgrund von Fossilienfunden und genetischen Analysen („Mitochondriale Eva“) von einem Entstehen des modernen Menschen (Homo sapiens) vor 100.000 bis 200.000 in Afrika und einer erst danach folgenden Ausbreitung des Menschen ausgeht, vertritt Wolpoff die Hypothese, der afrikanische, asiatische und europäische Typus des Homo sapiens habe sich in allen drei Kontinenten – weitgehend unabhängig voneinander – aus dem Jahrhunderttausende zuvor aus Afrika nach Asien und Europa eingewanderten Homo erectus entwickelt. Diese Hypothese vom multiregionalen Ursprung des modernen Menschen publizierte er 1984 gemeinsam mit Wu Xinzhi; sie bildet den Gegenpol zur Out-of-Africa-Theorie und wird „von einer kleinen Gruppe leidenschaftlicher Befürworter“ vertreten.
Bereits 1971 hatte Wolpoff die in Europa gefundenen Steinwerkzeuge in Beziehung zu den bis dahin bekannten Homo-Fossilien gesetzt und angezweifelt, dass die Neandertaler durch Homo sapiens ersetzt wurden. 2004 forderte Wolpoff erneut – im Sinne des von ihm vertretenen Gradualismus in Bezug auf die Evolution der Hominini – für den europäischen Typus des Homo sapiens „die Neandertaler als Vorfahren anzuerkennen“.
Milford Wolpoff ist u. a. Mitglied der American Association for the Advancement of Science, der American Anthropological Association, der American Association of Physical Anthropologists, der Paleoanthropology Society und von Sigma Xi. Er ist mit der Anthropologin Rachel Caspari verheiratet, die ebenfalls an der University of Michigan lehrt.

## Schriften (Auswahl)
- Competitive Exclusion among Lower Pleistocene Hominids: The Single Species Hypothesis. In: Man, Band 6, 1971, S. 601–614, Volltext (PDF; 1,9 MB).
- mit David S. Brose: Early Upper Paleolithic Man and Late Middle Paleolithic Tools. In: American Anthropologist. Band 73, Nr. 5, 1971, S. 1156–1194, doi:10.1525/aa.1971.73.5.02a00160.
- mit Alan G. Thorne: Regional Continuity in Australasian Pleistocene Hominid Evolution. In: American Journal of Physical Anthropology. Band 55, 1981, S. 337–349, doi:10.1002/ajpa.1330550308.
- mit Jakov Radovčić, Fred H. Smith und Erik Trinkaus: The Krapina Hominids: An Illustrated Catalog of the Skeletal Collection. Mladost Press and the Croatian Natural History Museum, Zagreb 1988.
- mit Alan G. Thorne: Multiregionaler Ursprung der modernen Menschen. In: Spektrum der Wissenschaft. 6/1992, S. 80–87.
- Mit David W. Frayer, Alan G. Thorne, Fred H. Smith und Geoffrey G. Pope: Theories of Modern Human Origins: the Paleontological Test. In: American Anthropologist, Band 95, Nr. 1, 1993, S. 14–50, doi:10.1525/aa.1993.95.1.02a00020, Volltext (PDF; 5,1 MB).
- Human Evolution. McGraw Hill Higher Education, 1995, ISBN 978-0-07-071827-2.
- Paleoanthropology. McGraw-Hill, 2. Auflage 1999, ISBN 978-0-07-071676-6.
- mit Rachel Caspari: Race and Human Evolution: A Fatal Attraction. Simon & Schuster, 2002, ISBN 978-1-4165-7796-6.
- mit Alan G. Thorne: The multiregional evolution of humans. In: Scientific American, 2/2003, S. 46–53, Volltext (PDF; 200 kB).
- mit John Hawks: Sixty Years of Modern Human Origins in the American Anthropological Association. In: American Anthropologist. Band 105, Nr. 1, 2003, S. 89–100, doi:10.1525/aa.2003.105.1.89.
- mit John Hawks und Rachel Caspari: Multiregional, not multiple origins. In: American Journal of Physical Anthropology. Band 112, 2000, S. 129–136, doi:10.1002/(SICI)1096-8644(200005)112:1<129::AID-AJPA11>3.0.CO;2-K.

## Belege
1. ↑  Milford H. Wolpoff: Metric Trends in Hominid Dental Evolution. (= Case Western Reserve Studies in Anthropology 2). Case Western Reserve University Press, Cleveland 1971, ISBN 978-0-8295-0199-5
2. ↑  Metric Trends in Hominid Dental Evolution. Besprechung von William W. Howells in: American Anthropologist. Band 76, Nr. 1, 1974, S. 197–198, doi:10.1525/aa.1974.76.1.02a01150.
3. ↑  Milford H. Wolpoff: „Telanthropus“ and the Single Species Hypothesis. In: American Anthropologist. Band 70, Nr. 3, 1968, S. 477–493, JSTOR:670838.
4. ↑  Milford H. Wolpoff, Wu Xinzhi und Alan G. Thorne: Modern Homo sapiens origins: a general theory of hominid evolution involving the fossil evidence from East Asia. In: F. H. Smith und F. Spencer (Hrsg.): The Origins of Modern Humans: A World Survey of the Fossil Evidence. Alan R. Liss, New York 1984, S. 411–483.
5. ↑  Richard Stone: Signs of early Homo sapiens in China? In: Science. Band 326, 2009, S. 655, doi:10.1126/science.326_655a; wörtlich: „A rival idea with a small band of ardent backers holds that those who left Africa interbred with humans they met on other continents.“
6. ↑  Milford M. Wolpoff, David S. Brose: Early Upper Paleolithic Men and Late Middle Paleolithic Tools. In: American Anthropologist. Band 73, 1971, S. 1156–1194, doi:10.1525/aa.1971.73.5.02a00160, Volltext (PDF; 4,9 MB)
7. ↑   Milford Wolpoff et al.: Why not the Neandertals? In: World Archaeology. Band 36, Nr. 4, 2004, S. 538, doi:10.1080/0043824042000303700.

| Personendaten    | Personendaten                                |
| ---------------- | -------------------------------------------- |
| NAME             | Wolpoff, Milford H.                          |
| ALTERNATIVNAMEN  | Wolpoff, Milford Howell (vollständiger Name) |
| KURZBESCHREIBUNG | US-amerikanischer Paläoanthropologe          |
| GEBURTSDATUM     | 1942                                         |
| GEBURTSORT       | Chicago                                      |